# Вержбицкий, Виктор Антонович
Виктор Антонович Вержбицкий (22 марта 1905, Томск — 22 мая 1993, Санкт-Петербург) — советский военачальник, генерал-майор (1944).

## Биография
Родился 22 марта 1905 года в Томске.

### Довоенное время
В январе 1932 года был призван в ряды РККА и был направлен на службу в отдельном кавалерийском эскадроне 12-й стрелковой дивизии, где последовательно назначался на должности помощника командира взвода, командира учебного взвода, помощника командира эскадрона по политической части, а июне 1938 года — на должность помощника командира по строевой части отдельного разведывательного батальона этой же дивизии.
С июля 1939 года был слушателем Военной академии имени М. В. Фрунзе, и по окончании 1 курса в ноябре 1940 года был направлен в Высшую спецшколу Генштаба Красной Армии, которую закончил в 1941 году.

### Великая Отечественная война
В ноябре 1941 года Вержбицкий был назначен на должность начальника 1-го отделения штаба, а в июне 1942 года — на должность начальника штаба 87-й кавалерийской дивизии Северо-Западного фронта, а в августе — на должность начальника штаба 327-й стрелковой дивизии Волховского фронта
С октября 1942 года командовал 294-й стрелковой дивизией, участвовавшей в Синявинской наступательной операции, с января 1943 года — 11-й стрелковой дивизией, а в марте 1943 года — на должность командира 364-й стрелковой дивизии, принимавшей участие в Новгородско-Лужской наступательной операции и освобождении города Тосно. За образцовое выполнение заданий командования в этих боях дивизии было присвоено почётное наименование «Тосненская», а Виктор Антонович Вержбицкий был награждён орденом Красного Знамени. В феврале 1944 года дивизия после форсирования реки Мшага прошла 24 км, освободив 18 населённых пунктов, в том числе и город Сольцы, перерезав железную дорогу Псков — Остров, после чего перешла к обороне в 30 км западнее города Порхов.
В мае 1944 года Вержбицкий был назначен на должность командира 99-го стрелкового корпуса, а в июне — на должность командира 123-го стрелкового корпуса, который участвовал в Псковско-Островской и Тартуской операциях. С 3 октября командовал 80-м стрелковым корпусом, который участвовал в Рижской, Варшавско-Познанской, Восточно-Померанской и Берлинской наступательных операциях, в ходе которых корпус освободил города Цесис, Сигулда, Рига, Варка, Альтдамм и Массов. За успешные действия на территории Померании корпусу было присвоено почётное наименование «Померанский», а Виктор Антонович Вержбицкий был награждён орденами Кутузова 2 степени и Суворова 2 степени.

### Послевоенная карьера
После войны продолжил командовать корпусом в составе 61-й армии Группы советских войск в Германии до его расформирования.
С февраля 1946 года проходил обучение в Высшей военной академии имени К. Е. Ворошилова, которую окончил в феврале 1948 года с золотой медалью. В апреле того же года был назначен на должность начальника оперативного управления — заместителя начальника штаба Прикарпатского военного округа.
С февраля 1949 года находился в распоряжении ГУК ВС СССР и с октября исполнял должность начальника оперативного отдела — 1-го заместителя начальника штаба Закавказского военного округа. В октябре 1951 года был назначен на должность начальника оперативного управления — 1-го заместителя начальника штаба Центральной группы войск, а в ноябре 1953 года — на должность начальника кафедры оперативно-тактической подготовки Военно-инженерной академии связи имени С. М. Будённого.
В феврале 1958 года генерал-майор Виктор Антонович Вержбицкий вышел в отставку. Умер 22 мая 1993 года в Санкт-Петербурге.Похоронен на Городском кладбище Тосно.

## Награды
- Орден Ленина;
- Три ордена Красного Знамени;
- Орден Суворова 2 степени;
- Орден Кутузова 2 степени;
- Орден Отечественной войны 1 степени;
- Орден Красной Звезды;
- Медали;
- Иностранные орден и медали.

## Память
В 1995 году в Нурменской средней школе открыта его мемориальная комната-музей, в 1996 году школе присвоено его имя.